# Zachary Levi
Zachary Levi Pugh (Lake Charles, 29. rujna 1980.), poznatiji kao samo Zachary Levi, američki je glumac, redatelj i pjevač. Igrao je uloge Kippa Steadmana u seriji Nitko nije savršen, Chucka Bartowskog u seriji Chuck, Flynna Ridera u filmu Vrlo zapetljana priča te Billyja Batsona u filmu Shazam.

## Životopis
Zachary Levi Pugh rođen je u Lake Charlesu u Louisiani (SAD) kao srednje dijete između dvije sestre. Obitelj mu je velškog  podrijetla. U dobi od šest godina počeo je glumiti u kazalištu. Glumio je u predstavama kao što su Briljantin, Oliver, Čarobnjak iz Oza i Velika rijeka u Umjetničkom centru Ojai. Dok je bio dijete njegova obitelj selila se po cijeloj zemlji prije nego što se konačno nastanila Venturi u Kaliforniji gdje je Levi pohađao srednju školu Buena High School.

## Karijera
Levi se prvi put pojavio u FX-ovom filmu Big Shot: Confessions of a Campus Bookie. S glumicom Charismom Carpenter glumio je u ABC-jevom filmu See Jane Date. Trebao je igrati glavnu ulogu u ABC-jevom pilotu nazvanom Three koji su za televizijsku sezonu 2004./2005. napisali Andrew Reich i Ted Cohen. Zajedno s njim trebali su glumiti James Van Der Beek, Jama Williamson i Jacob Pitts, no serija nije realizirana. Levi je financirao album Grown pjevačice Kendall Payne nakon što ju je njezina izdavačka kuća Capitol Records odbila. Imao je glavnu ulogu u seriji Chuck iz 2007. godine. Levi i njegova kolegica iz serije, Yvonne Strahovski, osvojili su nagradu Teen Choice Awards 2010. za najboljeg glumca i glumicu iz akcijske serije.

## Vanjske poveznice
- Zachary Levi u internetskoj bazi filmova IMDb-u (engl.)